# 林田藩
林田藩（はやしだはん）は、江戸時代、播磨国揖東郡にあった藩。藩庁として林田（現・兵庫県姫路市林田町聖岡）に林田陣屋（北緯34度54分21秒 東経134度34分48.5秒 / 北緯34.90583度 東経134.580139度）が置かれた。表高は1万石。

## 略史
豊臣政権下で尼崎郡代700石であった建部光重の子・政長を藩祖とする。政長は池田輝政の養女（下間頼龍の娘）を母とする池田家一族であった。池田利隆・忠継兄弟の幕下の大坂の陣で戦功を挙げ、元和元年（1615年）に伯父の池田重利とともに摂津川辺郡・西成郡尼崎藩1万石を与えられ大名に取り立てられた。元和3年（1617年）、宗主である姫路藩主池田家の転封により林田に移り、林田藩が成立した。
建部家は外様大名でありながら、明治維新まで10代政世まで250年余りに亘り林田藩を治めた。また3名の藩主が大番頭となっている。中でも、3代・政宇は伏見奉行になり、後に寺社奉行にもなっている。
7代・政賢は寛政6年（1794年）藩校・敬業館を開いた。9代政和は大番頭として京都、二条城守護に就き、藩校敬業館振興のため、藩校の講師に河野鉄兜を迎えた。この敬業館の講堂は文久3年（1863年）に焼失ののち復興。講堂は現存しており平成4年（1992年）姫路市指定文化財に指定されている。
藩主家は明治2年（1869年）の版籍奉還後に華族に列した。林田藩は明治4年（1871年）の廃藩置県により林田県となり、その後姫路県、飾磨県を経て兵庫県に編入された。その後藩主家は明治17年（1884年）の華族令で子爵に叙された。

## 歴代藩主
建部家
外様　1万石　（1617年 - 1871年）
1. 政長
2. 政明
3. 政宇
4. 政周
5. 政民
6. 長教
7. 政賢
8. 政醇
9. 政和
10. 政世

## 幕末の領地
- 播磨国
  - 揖東郡のうち - 25村

| 郡名   | 村名         | 石高        | M22市制町村制施行 | 現在                       |
| ------ | ------------ | ----------- | ----------------- | -------------------------- |
| 揖東郡 | 紀美村       | 437.966705  | 大津村            | 姫路市大津区               |
| 揖東郡 | 矢田辺村     | 690.187195  | 太田村            | 揖保郡太子町               |
| 揖東郡 | 東南村       | 578.504028  | 太田村            | 揖保郡太子町               |
| 揖東郡 | 中太田村     | 1624.205811 | 太田村            | 揖保郡太子町               |
| 揖東郡 | 東保出屋敷村 | 224.317993  | 太田村            | 揖保郡太子町               |
| 揖東郡 | 東保村       | 591.226990  | 太田村            | 揖保郡太子町               |
| 揖東郡 | 平方村       | 70.679001   | 龍田村            | 揖保郡太子町               |
| 揖東郡 | 柳村         | 286.575012  | 龍田村            | 揖保郡太子町               |
| 揖東郡 | 野部村       | 291.645294  | 神岡村            | たつの市（旧龍野市）神岡町 |
| 揖東郡 | 田中村       | 466.634308  | 神岡村            | たつの市（旧龍野市）神岡町 |
| 揖東郡 | 寄井村       | 558.398193  | 神岡村            | たつの市（旧龍野市）神岡町 |
| 揖東郡 | 沢田村       | 973.760071  | 神岡村            | たつの市（旧龍野市）神岡町 |
| 揖東郡 | 入野村       | 618.599792  | 神岡村            | たつの市（旧龍野市）神岡町 |
| 揖東郡 | 宿村         | 473.514893  | 神岡村            | たつの市（旧龍野市）神岡町 |
| 揖東郡 | 横落村       | 1807.033569 | 神岡村            | たつの市（旧龍野市）神岡町 |
| 揖東郡 | 筒井村       | 212.427002  | 神岡村            | たつの市（旧龍野市）神岡町 |
| 揖東郡 | 奥村         | 118.490700  | 神岡村            | たつの市（旧龍野市）神岡町 |
| 揖東郡 | 構村         | 1085.124878 | 林田村            | 姫路市林田町               |
| 揖東郡 | 六九谷村     | 902.320801  | 林田村            | 姫路市林田町               |
| 揖東郡 | 奥佐見村     | 638.442505  | 林田村            | 姫路市林田町               |
| 揖東郡 | 大提村       | 213.481995  | 林田村            | 姫路市林田町               |
| 揖東郡 | 松山村       | 653.634705  | 林田村            | 姫路市林田町               |
| 揖東郡 | 下野村       | 402.971008  | 新宮村            | たつの市（旧揖保郡新宮町） |
| 揖東郡 | 北村         | 291.467712  | 越部村            | たつの市（旧揖保郡新宮町） |
| 揖東郡 | 橋崎村       | 678.061707  | 越部村            | たつの市（旧揖保郡新宮町） |